# Gmina Noarootsi
Gmina Noarootsi (est. Noarootsi vald) – dawna gmina wiejska w Estonii, w prowincji Lääne. W 2017 roku włączono ją w skład gminy Lääne-Nigula.
W skład gminy wchodziły:
- 23 wsie: Aulepa, Dirhami, Einbi, Elbiku, Hara, Hosby, Höbringi, Kudani, Osmussaare, Paslepa, Pürksi, Riguldi, Rooslepa, Saare, Spithami, Sutlepa, Suur-Nõmmküla, Tahu, Telise, Tuksi, Vanaküla, Väike-Nõmmküla, Österby.

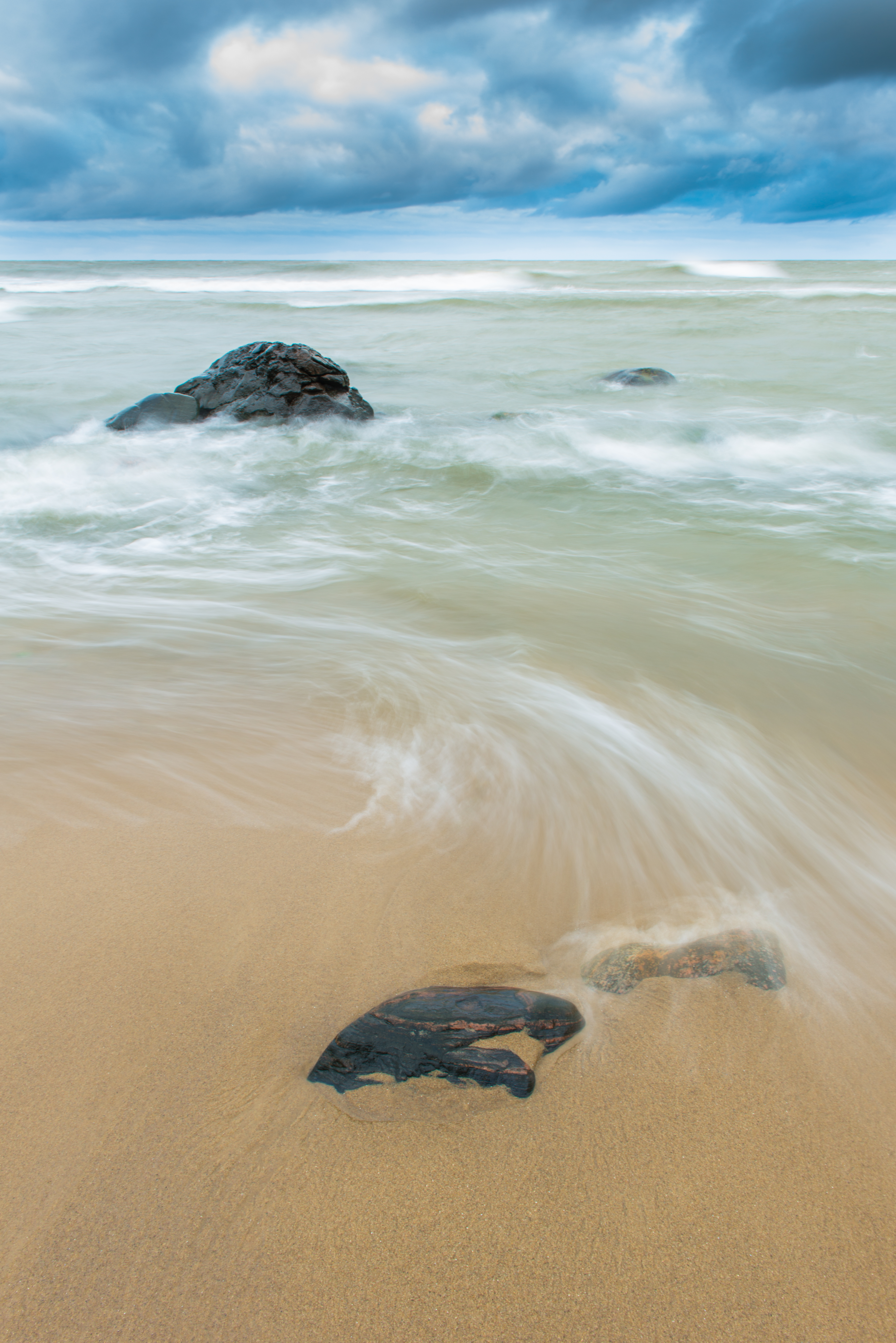
Põõsaspea
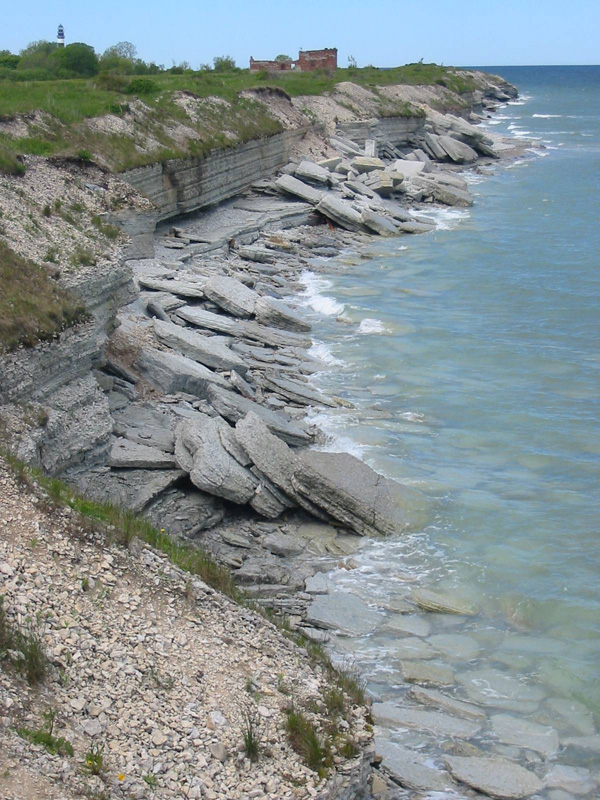
Osmussaar
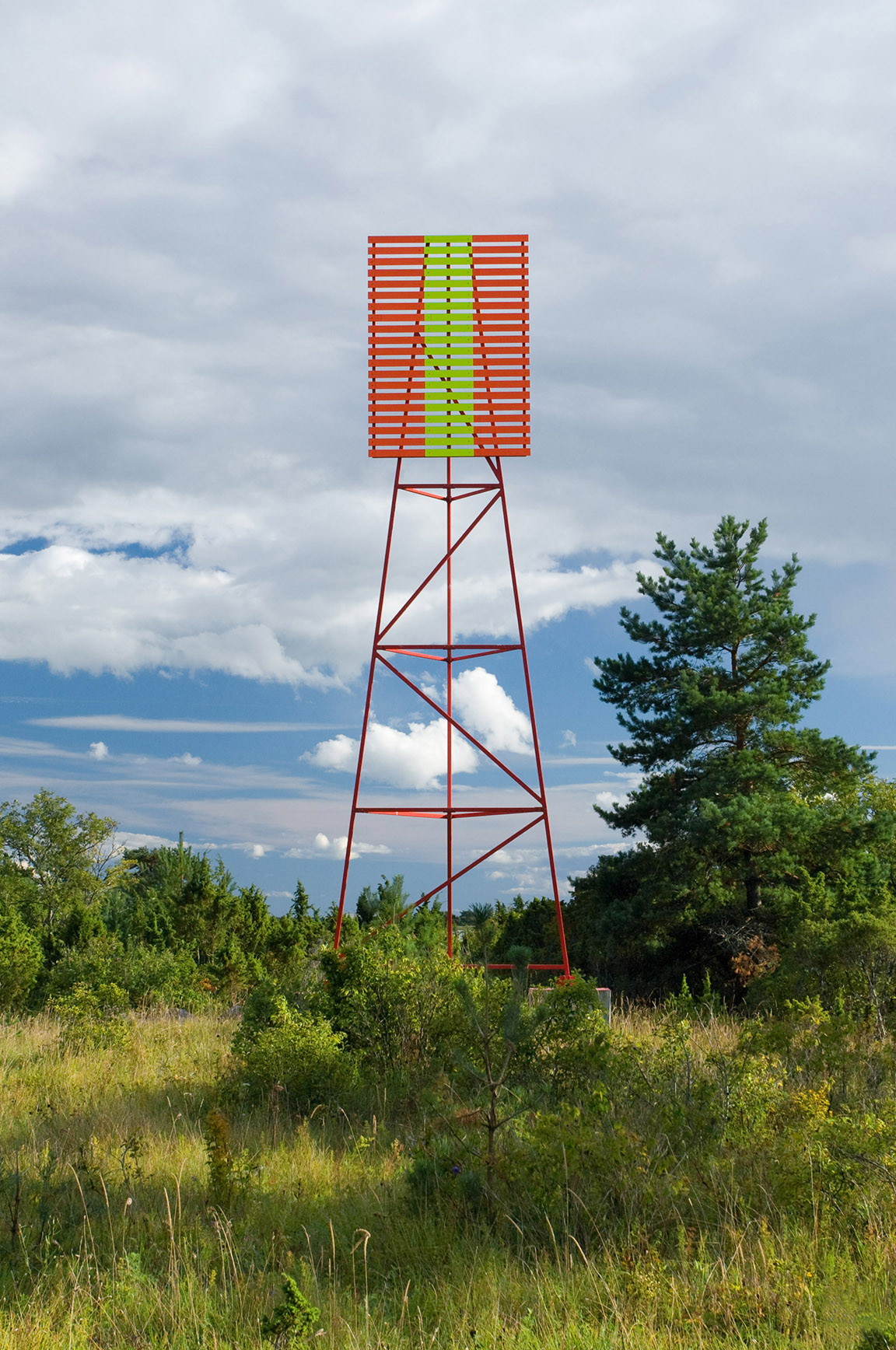
Ramsi
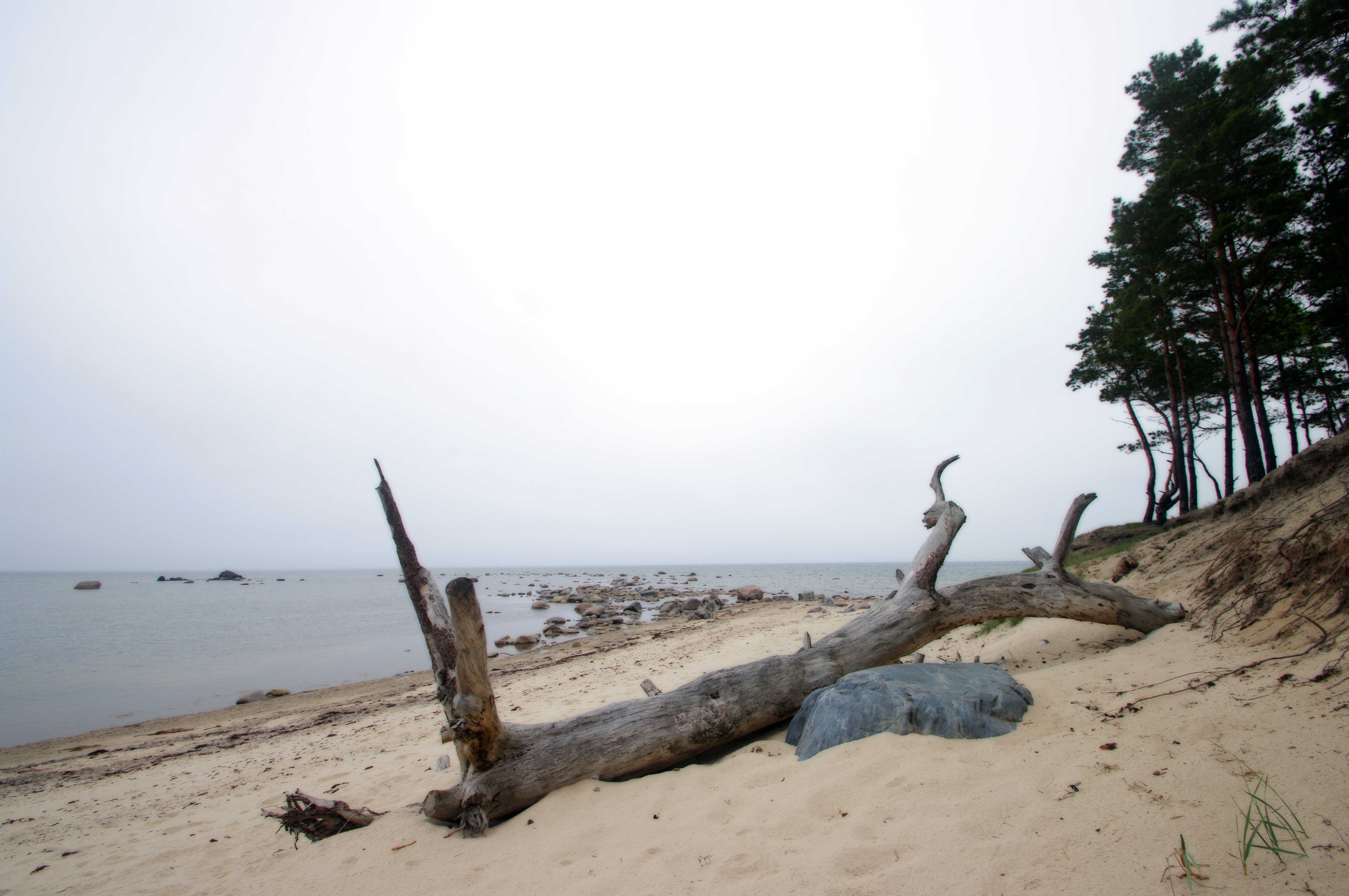
Dirhami
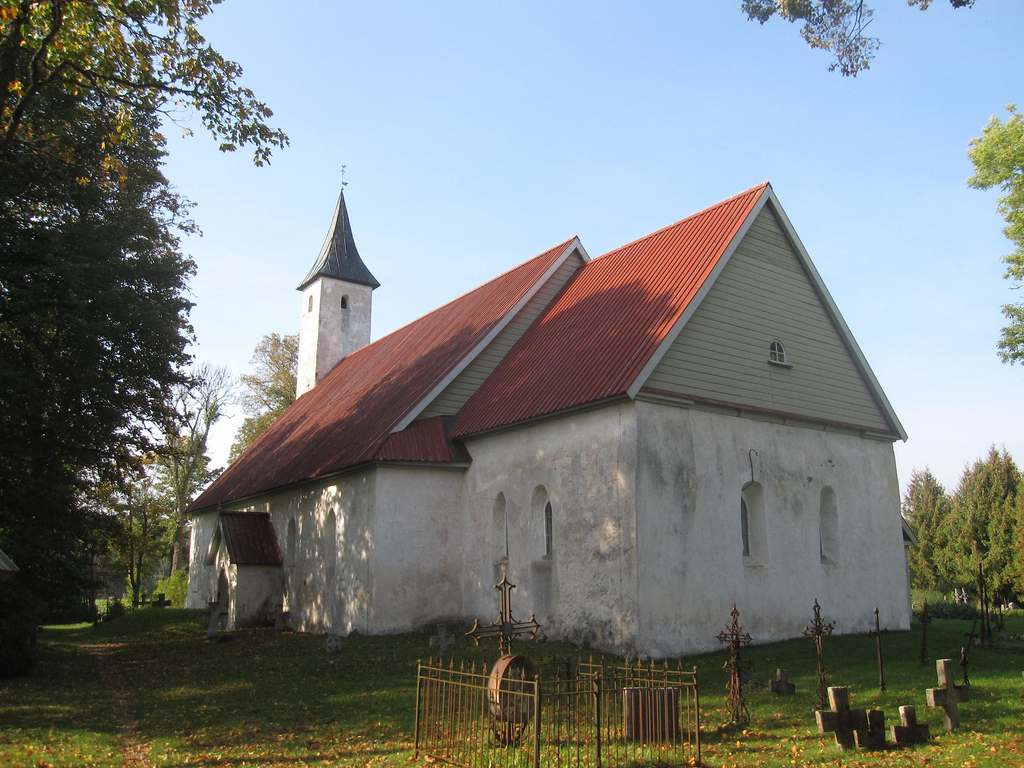
Hosby